# Hesperevax
 Hesperevax  A.Gray, 1868 è un genere di piante angiosperme dicotiledoni della famiglia delle Asteraceae (sottofamiglia Asteroideae, tribù Gnaphalieae e sottotribù Gnaphaliinae).

## Etimologia
Il nome del genere deriva dall'unione di due parole: la parola greca "hesperos" (= occidentale) e il nome del genere Evax (sinonimo di Filago) e fa riferimento ai limiti occidentali della distribuzione del genere Evax.
Il nome scientifico del genere è stato definito dal botanico Asa Gray (1810-1888) nella pubblicazione " Proceedings of the American Academy of Arts and Sciences. Boston, MA" ( Proc. Amer. Acad. Arts 7: 356) del 1868.

## Descrizione
Habitus. Le specie di questo gruppo hanno un habitus di tipo erbaceo annuale. I cauli di queste piante sono provvisti del floema, ma non di canali resiniferi; mentre i sesquiterpeni lattoni sono normalmente assenti (piante senza lattice).
Fusto. La parte aerea in genere è eretta, oppure da ascendente-eretta a prostrata. Altezza media: 0,5 – 10 cm.
Foglie. Le foglie in genere sono disposte in modo alternato (apparentemente spiralate) e sono quasi sempre sessili (o sub-picciolate quelle basali). La lamina è intera con forme generalmente da oblanceolate a rotonde; i margini sono continui (in alcuni casi variano da concavi a involuti). La superficie è tomentosa o lanosa su entrambe le facce.
Infiorescenza. Le sinflorescenze sono scapose o più raramente composte da alcuni (fino a 40) capolini raccolti in densi glomeruli spiciformi. Le infiorescenze vere e proprie sono formate da un capolino terminale peduncolato. I capolini sono formati da un involucro (più o meno assente o vestigiale) al cui interno un ricettacolo fa da base ai fiori. Il ricettacolo, alto 4 - 6 volte il diametro, è provvisto di pagliette (setole) a protezione della base dei fiori; la forma normalmente è conica.
Fiori.  I fiori sono tetra-ciclici (formati cioè da 4 verticilli: calice – corolla – androceo – gineceo) e pentameri (calice e corolla formati da 5 elementi). Sono inoltre tubulosi, attinomorfi e si distinguono in:
- fiori del disco esterni (da 3 a 25): sono femminili e filiformi;
- fiori del disco centrali (da 2 a 6): sono funzionalmente maschili; le forme sono regolarmente tubulari (zigomorfi);

In questo gruppo di piante i fiori radiati (ligulati o del raggio) sono assenti; a volte sono confusi con i fiori femminili (tubulosi) del disco esterno più o meno sub-zigomorfi con un lembo piatto e possono essere interpretati come fiori del raggio. Inoltre in questo tipo di generi i fiori sono "protetti" da alcune brattee fogliacee persistenti erette o ascendenti con forme da obovate a oblanceolate (allargate).
- Formula fiorale:

*/x K {\displaystyle \infty }, [C (5), A (5)], G 2 (infero), achenio
- Calice: i sepali del calice sono ridotti ad una coroncina di squame.
- Corolla: la forma della corolla normalmente è tubolare con 4 lobi (raramente 3 o 5); i lobi hanno delle forme da lanceolate o deltate a lineari. I colori della corolla sono bianco (per i fiori esterni) e porpora (per i lobi dei fiori interni - il tubo è bianco).
- Androceo: l'androceo è formato da 5 stami sorretti da filamenti generalmente liberi; gli stami sono connati e formano un manicotto circondante lo stilo; le teche (produttrici del polline) sono prive di sperone, ma hanno la coda (una sola); le appendici apicali delle antere hanno delle forme piatte; il tessuto endoteciale (rivestimento interno dell'antera) è quasi sempre polarizzato (con due superfici distinte: una verso l'esterno e una verso l'interno). Il polline è di tipo echinato (con punte sporgenti) a forma sferica è formato inoltre da due strati di ectesine, mentre lo strato basale è spesso e regolarmente perforato (tipo “gnafaloide”).[7]
- Gineceo: l'ovario è infero uniloculare formato da 2 carpelli. Lo stilo (il recettore del polline) è intero o biforcato con due stigmi nella parte apicale. Gli stigmi hanno una forma da troncata a allungata e ottusa; possono essere ricoperti da minute papille o avere dei penicilli apicali o dorsali. Le superfici stigmatiche sono separate.[7]

Frutti. I frutti sono degli acheni senza pappo. Gli acheni, marroni, sono piccoli a forma ovoide e compresse dorso-ventralmente; la superficie è glabra; il pericarpo può essere percorso longitudinalmente da alcuni fasci vascolari.

## Biologia
Impollinazione: l'impollinazione avviene tramite insetti (impollinazione entomogama tramite farfalle diurne e notturne).

Riproduzione: la fecondazione avviene fondamentalmente tramite l'impollinazione dei fiori (vedi sopra).

Dispersione: i semi (gli acheni) cadendo a terra sono successivamente dispersi soprattutto da insetti tipo formiche (disseminazione mirmecoria). In questo tipo di piante avviene anche un altro tipo di dispersione: zoocoria. Infatti gli uncini delle brattee dell'involucro (se presenti) si agganciano ai peli degli animali di passaggio disperdendo così anche su lunghe distanze i semi della pianta. Inoltre per merito del pappo il vento può trasportare i semi anche a distanza di alcuni chilometri (disseminazione anemocora).

## Distribuzione e habitat
Le specie di questo genere sono distribuite in California e Oregon (Stati Uniti d'America). Il clima preferito è quello mite mediterraneo della costa occidentale del Nord America. Gli habitat di queste piante tollerano o sfruttano moderati livelli di disturbo.

## Tassonomia
La famiglia di appartenenza di questa voce (Asteraceae o Compositae, nomen conservandum) probabilmente originaria del Sud America, è la più numerosa del mondo vegetale, comprende oltre 23.000 specie distribuite su 1.535 generi, oppure 22.750 specie e 1.530 generi secondo altre fonti (una delle checklist più aggiornata elenca fino a 1.679 generi). La famiglia attualmente (2021) è divisa in 16 sottofamiglie; la sottofamiglia Asteroideae è una di queste e rappresenta l'evoluzione più recente di tutta la famiglia.

### Filogenesi
Il genere di questa voce è descritto nella tribù Gnaphalieae, una delle 21 tribù della sottofamiglia Asteroideae. Da un punto di vista filogenetico, la tribù Gnaphalieae fa parte del supergruppo (o sottofamiglia) "Asteroideae grade"; l'altro è il supergruppo "Non-Asteroideae" contenente il resto delle sottofamiglie delle Asteraceae. All'interno del supergruppo è vicina alle tribù Senecioneae, Calenduleae, Astereae e Anthemideae.
La sottotribù Gnaphaliinae è caratterizzata da portamenti di vario tipo con specie ginomonoiche e monoiche, da foglie con margini interi, da capolini disciformi omogami o eterogami e raramente radiati (o subradiati), dallo stilo con rami troncati e superfici stigmatiche separate apicalmente, da acheni glabri o con tricomi allungati e pappo ridotto.
Il genere  Hesperevax appartiene al clade Flag, un gruppo informale monofiletico della sottotribù Gnaphaliinae che occupa una posizione più o meno "basale" e con il clade Australasian forma un "gruppo fratello". Il clade "FLAG" prende il nome dai suoi quattro generi più grandi: Filago, Leontopodium, Antennaria e Gamochaeta. Ricerche sul DNA delle varie specie di questo genere suggeriscono una sua possibile origine allopoliploide con un antenato vicino alla specie Gnaphalium uliginosum (il tipo di "Gnaphalium"). In questo gruppo sono presenti specie dioiche (solo fiori femminili o solo fiori maschili) e piante a portamento cusciniforme. I capolini, in formazioni corimbose o spiciformi, possono essere sottesi da foglie bratteali. Il ricettacolo in alcuni casi è squamoso.
Il "Flag clade", da un punto di vista filogenetico, può essere suddiviso in due parti: il "Lucilia-group" basato sui tricomi degli acheni e il resto del clade (in posizione "basale") considerato "gruppo fratello" del primo. Nel "Lucilia-group" sono stati individuati 7 sottocladi ben supportati. Nelle analisi sono stati considerati alcuni caratteri dei tricomi degli acheni quali la globosità delle cellule basali, il portamento clavato e la lunghezza dei tricomi.
Il genere di questa voce appartiene al "clade basale" e, da un punto di vista filogenetico, si trova vicino ai due genere Psilocarphus e Micropus.  Hesperevax è monofiletico e alcuni caratteri morfologici lo accomuna al genere Ancistrocarphus. Si distingue per le sue brattee fogliari allargate e il ricettacolo ispido (con pagliette).
Il cladogramma seguente, tratto dallo studio citato e semplificato, mostra una possibile configurazione filogenetica di questo gruppo evidenziando il genere di questa voce.
|  | \| \| (Lucilia group) \| \| \| \| \| \| Leontopodium \| \| \| \| |
|  |                                                                  |
|  | Omalotheca                                                       |
|  |                                                                  |
|  | (Lucilia group)                                                  |
|  |                                                                  |
|  | Leontopodium                                                     |
|  |                                                                  |

|  | (Lucilia group) |
|  |                 |
|  | Leontopodium    |
|  |                 |

|  | \| \| Psilocarphus \| \| \| \| \| \| Micropus \| \| \| \| |
|  |                                                           |
|  | Hesperevax                                                |
|  |                                                           |
|  | Psilocarphus                                              |
|  |                                                           |
|  | Micropus                                                  |
|  |                                                           |

|  | Psilocarphus |
|  |              |
|  | Micropus     |
|  |              |

|  | Logfia     |
|  |            |
|  | Stylocline |
|  |            |

|  | \| \| Psilocarphus \| \| \| \| \| \| Micropus \| \| \| \| |
|  |                                                           |
|  | Hesperevax                                                |
|  |                                                           |
|  | Psilocarphus                                              |
|  |                                                           |
|  | Micropus                                                  |
|  |                                                           |

|  | Psilocarphus |
|  |              |
|  | Micropus     |
|  |              |

|  | Logfia     |
|  |            |
|  | Stylocline |
|  |            |

|  | \| \| Psilocarphus \| \| \| \| \| \| Micropus \| \| \| \| |
|  |                                                           |
|  | Hesperevax                                                |
|  |                                                           |
|  | Psilocarphus                                              |
|  |                                                           |
|  | Micropus                                                  |
|  |                                                           |

|  | Psilocarphus |
|  |              |
|  | Micropus     |
|  |              |

|  | Logfia     |
|  |            |
|  | Stylocline |
|  |            |

|  | \| \| Psilocarphus \| \| \| \| \| \| Micropus \| \| \| \| |
|  |                                                           |
|  | Hesperevax                                                |
|  |                                                           |
|  | Psilocarphus                                              |
|  |                                                           |
|  | Micropus                                                  |
|  |                                                           |

|  | Psilocarphus |
|  |              |
|  | Micropus     |
|  |              |

|  | Logfia     |
|  |            |
|  | Stylocline |
|  |            |

|  | \| \| (Lucilia group) \| \| \| \| \| \| Leontopodium \| \| \| \| |
|  |                                                                  |
|  | Omalotheca                                                       |
|  |                                                                  |
|  | (Lucilia group)                                                  |
|  |                                                                  |
|  | Leontopodium                                                     |
|  |                                                                  |

|  | (Lucilia group) |
|  |                 |
|  | Leontopodium    |
|  |                 |

|  | \| \| Psilocarphus \| \| \| \| \| \| Micropus \| \| \| \| |
|  |                                                           |
|  | Hesperevax                                                |
|  |                                                           |
|  | Psilocarphus                                              |
|  |                                                           |
|  | Micropus                                                  |
|  |                                                           |

|  | Psilocarphus |
|  |              |
|  | Micropus     |
|  |              |

|  | Logfia     |
|  |            |
|  | Stylocline |
|  |            |

|  | \| \| Psilocarphus \| \| \| \| \| \| Micropus \| \| \| \| |
|  |                                                           |
|  | Hesperevax                                                |
|  |                                                           |
|  | Psilocarphus                                              |
|  |                                                           |
|  | Micropus                                                  |
|  |                                                           |

|  | Psilocarphus |
|  |              |
|  | Micropus     |
|  |              |

|  | Logfia     |
|  |            |
|  | Stylocline |
|  |            |

|  | \| \| Psilocarphus \| \| \| \| \| \| Micropus \| \| \| \| |
|  |                                                           |
|  | Hesperevax                                                |
|  |                                                           |
|  | Psilocarphus                                              |
|  |                                                           |
|  | Micropus                                                  |
|  |                                                           |

|  | Psilocarphus |
|  |              |
|  | Micropus     |
|  |              |

|  | Logfia     |
|  |            |
|  | Stylocline |
|  |            |

|  | \| \| Psilocarphus \| \| \| \| \| \| Micropus \| \| \| \| |
|  |                                                           |
|  | Hesperevax                                                |
|  |                                                           |
|  | Psilocarphus                                              |
|  |                                                           |
|  | Micropus                                                  |
|  |                                                           |

|  | Psilocarphus |
|  |              |
|  | Micropus     |
|  |              |

|  | Logfia     |
|  |            |
|  | Stylocline |
|  |            |

|  | Filago       |
|  |              |
|  | Bombycilaena |
|  |              |

|  | \| \| (Lucilia group) \| \| \| \| \| \| Leontopodium \| \| \| \| |
|  |                                                                  |
|  | Omalotheca                                                       |
|  |                                                                  |
|  | (Lucilia group)                                                  |
|  |                                                                  |
|  | Leontopodium                                                     |
|  |                                                                  |

|  | (Lucilia group) |
|  |                 |
|  | Leontopodium    |
|  |                 |

|  | \| \| Psilocarphus \| \| \| \| \| \| Micropus \| \| \| \| |
|  |                                                           |
|  | Hesperevax                                                |
|  |                                                           |
|  | Psilocarphus                                              |
|  |                                                           |
|  | Micropus                                                  |
|  |                                                           |

|  | Psilocarphus |
|  |              |
|  | Micropus     |
|  |              |

|  | Logfia     |
|  |            |
|  | Stylocline |
|  |            |

|  | \| \| Psilocarphus \| \| \| \| \| \| Micropus \| \| \| \| |
|  |                                                           |
|  | Hesperevax                                                |
|  |                                                           |
|  | Psilocarphus                                              |
|  |                                                           |
|  | Micropus                                                  |
|  |                                                           |

|  | Psilocarphus |
|  |              |
|  | Micropus     |
|  |              |

|  | Logfia     |
|  |            |
|  | Stylocline |
|  |            |

|  | \| \| Psilocarphus \| \| \| \| \| \| Micropus \| \| \| \| |
|  |                                                           |
|  | Hesperevax                                                |
|  |                                                           |
|  | Psilocarphus                                              |
|  |                                                           |
|  | Micropus                                                  |
|  |                                                           |

|  | Psilocarphus |
|  |              |
|  | Micropus     |
|  |              |

|  | Logfia     |
|  |            |
|  | Stylocline |
|  |            |

|  | \| \| Psilocarphus \| \| \| \| \| \| Micropus \| \| \| \| |
|  |                                                           |
|  | Hesperevax                                                |
|  |                                                           |
|  | Psilocarphus                                              |
|  |                                                           |
|  | Micropus                                                  |
|  |                                                           |

|  | Psilocarphus |
|  |              |
|  | Micropus     |
|  |              |

|  | Logfia     |
|  |            |
|  | Stylocline |
|  |            |

|  | \| \| (Lucilia group) \| \| \| \| \| \| Leontopodium \| \| \| \| |
|  |                                                                  |
|  | Omalotheca                                                       |
|  |                                                                  |
|  | (Lucilia group)                                                  |
|  |                                                                  |
|  | Leontopodium                                                     |
|  |                                                                  |

|  | (Lucilia group) |
|  |                 |
|  | Leontopodium    |
|  |                 |

|  | \| \| Psilocarphus \| \| \| \| \| \| Micropus \| \| \| \| |
|  |                                                           |
|  | Hesperevax                                                |
|  |                                                           |
|  | Psilocarphus                                              |
|  |                                                           |
|  | Micropus                                                  |
|  |                                                           |

|  | Psilocarphus |
|  |              |
|  | Micropus     |
|  |              |

|  | Logfia     |
|  |            |
|  | Stylocline |
|  |            |

|  | \| \| Psilocarphus \| \| \| \| \| \| Micropus \| \| \| \| |
|  |                                                           |
|  | Hesperevax                                                |
|  |                                                           |
|  | Psilocarphus                                              |
|  |                                                           |
|  | Micropus                                                  |
|  |                                                           |

|  | Psilocarphus |
|  |              |
|  | Micropus     |
|  |              |

|  | Logfia     |
|  |            |
|  | Stylocline |
|  |            |

|  | \| \| Psilocarphus \| \| \| \| \| \| Micropus \| \| \| \| |
|  |                                                           |
|  | Hesperevax                                                |
|  |                                                           |
|  | Psilocarphus                                              |
|  |                                                           |
|  | Micropus                                                  |
|  |                                                           |

|  | Psilocarphus |
|  |              |
|  | Micropus     |
|  |              |

|  | Logfia     |
|  |            |
|  | Stylocline |
|  |            |

|  | \| \| Psilocarphus \| \| \| \| \| \| Micropus \| \| \| \| |
|  |                                                           |
|  | Hesperevax                                                |
|  |                                                           |
|  | Psilocarphus                                              |
|  |                                                           |
|  | Micropus                                                  |
|  |                                                           |

|  | Psilocarphus |
|  |              |
|  | Micropus     |
|  |              |

|  | Logfia     |
|  |            |
|  | Stylocline |
|  |            |

|  | Filago       |
|  |              |
|  | Bombycilaena |
|  |              |

I caratteri distintivi del genere  Hesperevax sono:
- il ricettacolo è provvisto di pagliette;
- il pappo è assente.

### Elenco delle specie
Questo genere ha 3 specie:
- Hesperevax acaulis (Kellogg) Greene
- Hesperevax caulescens  A.Gray
- Hesperevax sparsiflora  Greene